# Batrachuperus yenyuanensis
Batrachuperus yenyuanensis (tên tiếng Anh: Yenyuan Stream Salamander) là một loài kỳ giông thuộc họ Hynobiidae.
Đây là loài đặc hữu của Trung Quốc.
Môi trường sống tự nhiên của chúng là sông ngòi, hồ nước ngọt, và đầm nước ngọt.
Chúng hiện đang bị đe dọa vì mất môi trường sống.